# 10062 Kimhay
10062 Kimhay eller 1988 RV4 är en asteroid i huvudbältet som upptäcktes den 1 september 1988 av den belgiske astronomen Henri Debehogne vid La Silla-observatoriet. Den är uppkallad efter amatörastronomen Kimberley Dawn Hay.
Den har en diameter på ungefär 4 kilometer.